# Koninkrijk Sicilië (1848-1849)

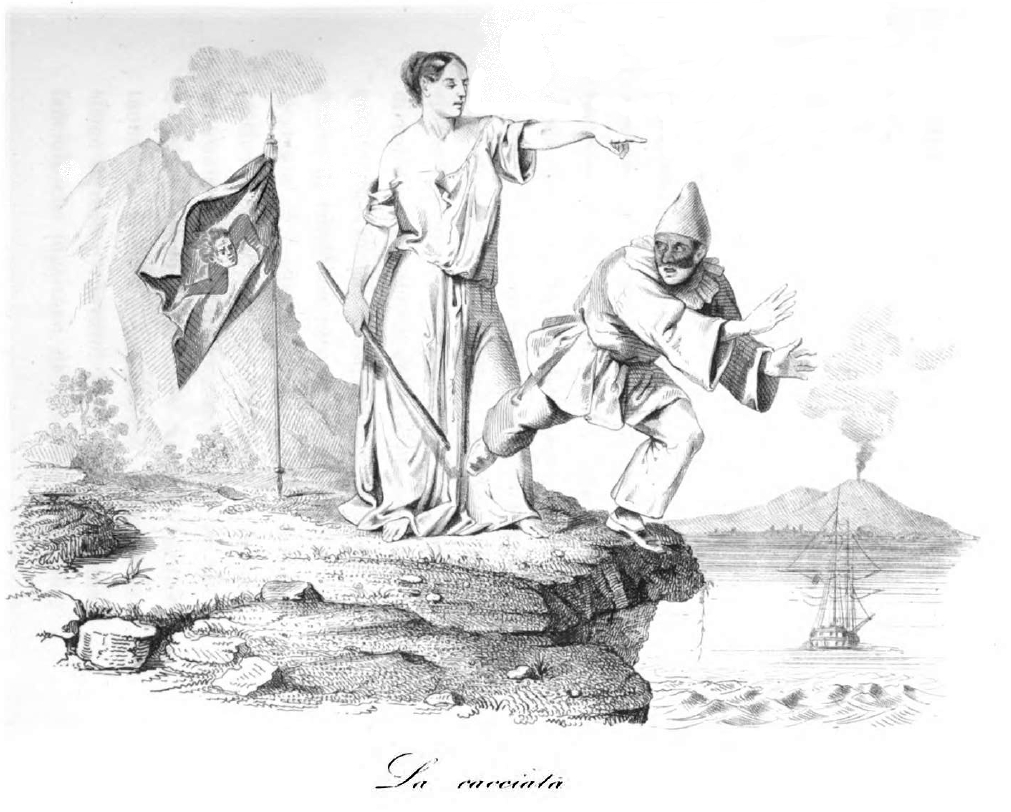
Spotprent die een Siciliaanse dame toont, met Etna. Zij stuurt de Napolitaan Masaniello terug naar Napels, met Vesuvius.

Het koninkrijk Sicilië bestond van 1848 tot 1849 als gevolg van de revolutie van 1848 die heel Sicilië in haar greep hield; ook andere landen in Europa waren getroffen. Het koninkrijk der Beide Siciliën met zijn Bourbonregime bestond niet meer op Sicilië in 1848-1849. De rompstaat bestond nog wel in Napels, dat zelf revolutionair in brand stond.
Het koninkrijk Sicilië bestond meer bepaald van 25 maart 1848 tot 15 mei 1849, waarna het koninkrijk der Beide Siciliën hersteld werd op het eiland. De revolutie was gericht tegen koning Ferdinand II der Beide Siciliën en zijn conservatief-reactionair regime.

## Verloop
Na de parlementsverkiezingen van 15 maart 1848 beslisten revolutionaire notabelen het gesloten parlement van Sicilië, dat in de napoleontische tijd bestaan heeft, te heropenen op 25 maart 1848. Dit was de startdatum van de opstand tegen het Bourbonregime. Volkstoeloop leidde ertoe dat er feestelijkheden uitbraken in Palermo en in heel Sicilië werd gevochten voor de vrijheid. Op 10 juli 1848 proclameerde het parlement van Sicilië een nieuwe grondwet. Deze hernam grotendeels deze van 1812, wat achteraf afgeschaft was door het Huis Bourbon. Rellen bleven duren gericht tegen de laatste Bourbongezinde overheidsinstellingen en legerdetachementen op Sicilië. De Sicilianen verhinderden dat een Bourbon-gezinde vloot afvoer vanuit Calabrië naar Sicilië. 
Het parlement zocht naar een vorst om te heersen over Sicilië. Ze dachten niet aan een Duitse vorst zoals in België en Griekenland tevoren was gebeurd. Ze zochten naar een Italiaanse edelman en kwamen uit bij prins Ferdinand Maria van Savoye-Carignano, hertog van Genua uit het Huis Savoye. Deze prins was een zoon van koning Karel Albert en koningin Maria Theresia. Door het uitbreken van de Eerste Italiaanse Onafhankelijkheidsoorlog tussen Piëmont-Sardinië en het keizerrijk Oostenrijk (1848) weigerde de prins koning van Sicilië te worden. Tevergeefs zocht de regering verder naar een monarch. In steden op Sicilië installeerden zich revolutionaire gemeentebesturen.
In 1849 bereidde het koninkrijk der Beide Siciliën de herovering van Sicilië voor. De militaire krachten werden gebundeld tot een invasieleger van 14.000 soldaten, onder het opperbevel van Carlo Filangieri (1794-1867), prins van Satriano en hertog van Cardinale en Taormina. 
Op 19 maart 1849 braken de vijandelijkheden uit. De 6.000 Siciliaanse militairen hadden weinig kansen tegenover het invasieleger. Zij stonden onder het bevel van Ludwik Mierosławski (1814-1878), een Poolse avonturier en revolutionair. Na bloedige gevechten was Catania de eerste stad die in handen viel van het Bourbonregime (7 april 1849). Vervolgens gaven de hoofdstad Palermo zich over (15 mei 1849) en andere steden. Het revolutionair bewind vluchtte naar Malta. Anderen werden terecht gesteld. Het koninkrijk der Beide Siciliën maakte hiermee een bloedig einde aan het revolutionair avontuur op Sicilië. Kanonnen werden ingezet. Vanwege het gruwelijke bombardement van Messina kreeg Ferdinand II de bijnaam Koning Bomba. 
Koning Ferdinand II legde Sicilië een brandschatting op van 20 miljoen gouden dukaten.

## Staatsstructuur
Het koninkrijk Sicilië had als staatsstructuur een monarchie doch de troon bleef vacant. Het hoofd van de regering, Ruggero Settimo, leidde het land in 1848; in 1849 was dit Pietro Lanza di Butera. In de regering, genoemd Comitate Generale, zetelden verder Vincenzo Fardella di Torrearsa de parlementsvoorzitter, Francesco Paolo Perez, Francesco Crisp en Mariano Stabile. Deze laatste was secretaris-generaal van de ambtenarij. 
Het parlement in Palermo verklaarde zich autonoom van deze van het koninkrijk der Beide Siciliën met hoofdzetel in Napels. Het parlement was tweekamerig, met een kamer van volksvertegenwoordigers en een senaat. De senaat mocht niet bevolkt worden met vertrouwelingen van de koning maar moest verkozen leden bevatten.
De vlag was de Italiaanse driekleur, die symbool was van de Risorgimento, aangevuld met een Trinacria, symbool voor Sicilië in de oudheid. 
De regering richtte een eigen nationale wacht op (Guardia nazionale), een eigen leger (Esercito nazionale siciliano) en een vloot (Marina siciliana).
Op diplomatiek niveau stuurde het koninkrijk Sicilië gezanten uit om het land erkend te krijgen. Zo waren er diplomaten gestuurd naar de Pauselijke Staat, het groothertogdom Toscane en het koninkrijk Piëmont-Sardinië. Dit gaf geen effect. In Rome was paus Pius IX overigens gevlucht omwille van de revolutie. Omgekeerd sprak de Amerikaanse consul in Palermo, Marston, zich gunstig uit voor het revolutionair regime. In Washington floot het Department of State hem terug.
Vanaf 1849 kwam er een eigen munt in circulatie, de triscele. 
Het katholicisme bleef staatsgodsdienst in het koninkrijk Sicilië, zoals dit reeds het geval was in het koninkrijk der Beide Siciliën.

## Illustraties

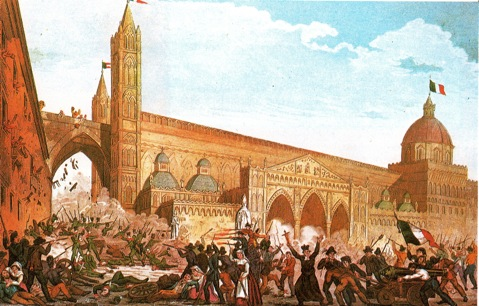
Opstand in Palermo (1848)
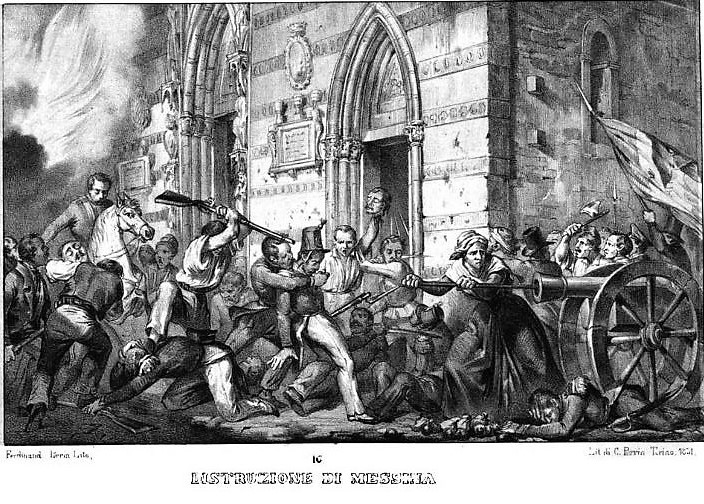
Opstand in Messina (1848)
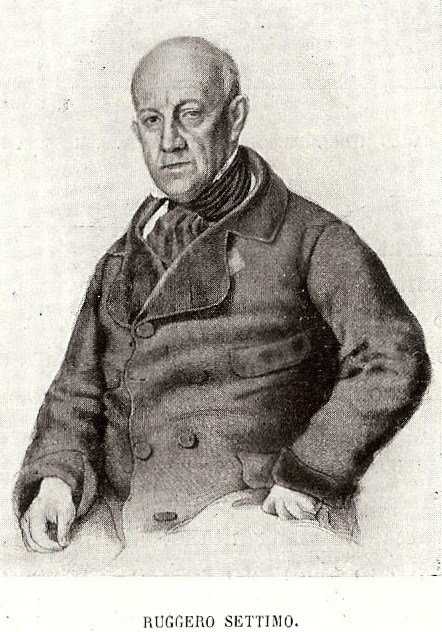
Ruggero Settimo, minister-president (1848)
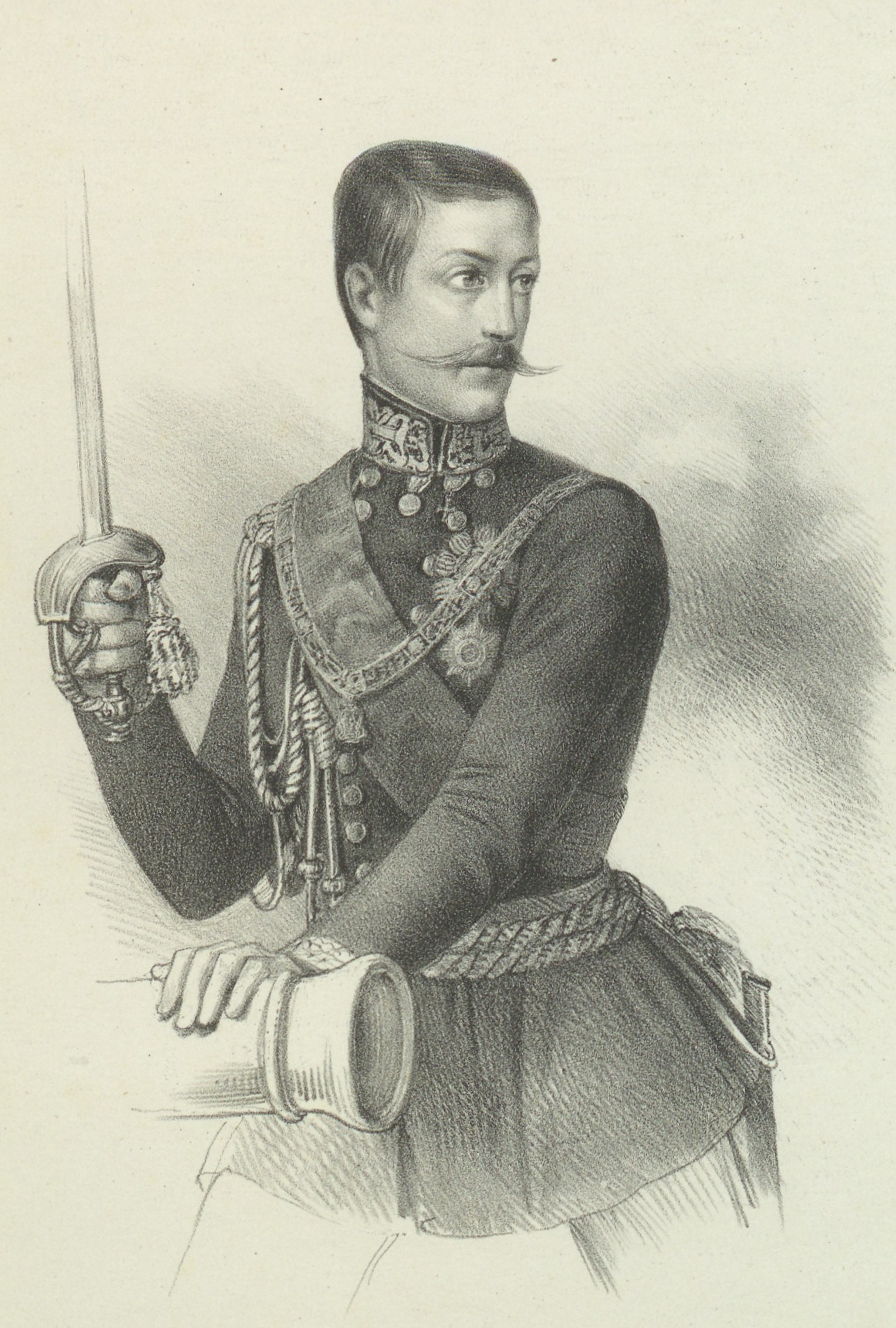
Hertog Ferdinand van Genua weigerde de koningskroon (1848)
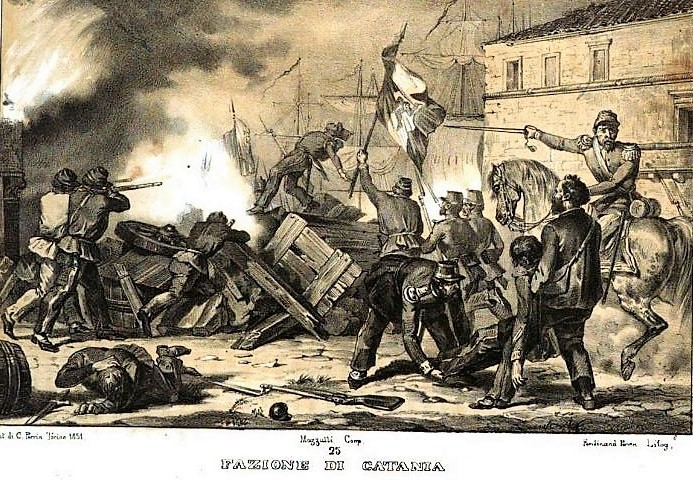
Val van Catania (1849)